# Ewingella
Genre
Ewingella est un genre de bacilles Gram négatifs (BGN) de la famille des Yersiniaceae. Son nom fait référence au bactériologiste américain William H. Ewing en hommage à ses travaux portant sur la nomenclature et la classification des Enterobacteriaceae et Vibrionaceae.
Il s'agit (en 2022) d'un genre monospécifique dont l'unique espèce, qui est donc l'espèce type, est Ewingella americana.

## Pathogénicité
Ewingella americana est l'agent pathogène qui provoque la nécrose interne du pied du champignon cultivé, Agaricus bisporus (champignon de Paris).

## Taxonomie
Le nom correct complet (avec auteur) de ce taxon est Ewingella Grimont et al. 1984.
L'espèce type est Ewingella americana Grimont et al. 1984.

### Étymologie
L'étymologie du nom de genre Ewingella est la suivante : Ewing.el’la. N.L. fem. dim. n. Ewingella, nommé en l'honneur de William H. Ewing, un bactériologiste américain.

### GenreEwingella
- (en) Catalogue of Life : Ewingella Grimont et al., 1984 (consulté le 9 juin 2025)
- (fr + en) EOL : Ewingella (consulté le 9 juin 2025)
- (en) Fauna Europaea : Ewingella Eichler, 1941 (consulté le 17 mars 2023)
- (fr + en) GBIF : Ewingella Grimont et al., 1984 (consulté le 9 juin 2025)
- (en) IRMNG : Ewingella Grimont et al. 1984 (consulté le 9 juin 2025)
- (fr + en) ITIS : Ewingella Grimont et al., 1984 (consulté le 9 juin 2025)
- (en) LPSN : Ewingella Grimont et al. 1984 (consulté le 9 juin 2025)
- (en) NCBI : Ewingella (taxons inclus) (consulté le 9 juin 2025)
- (en) Paleobiology Database : Ewingella (consulté le 9 juin 2025)
- (en) Taxonomicon : Ewingella Grimont et al. 1984 (consulté le 9 juin 2025)

### EspèceEwingella americana
- (en) Catalogue of Life : Ewingella americana Grimont et al., 1984 (consulté le 22 décembre 2020)
- (en) NCBI : Ewingella americana (taxons inclus) (consulté le 11 août 2014)